# Venatrix koori
Venatrix koori Framenau & Vink, 2001 è un ragno appartenente alla famiglia Lycosidae.

## Etimologia
Il nome proprio è in onore del gruppo aborigeno dei Koori che abitava parti della regione di Victoria prima dell'insediamento degli europei.

## Caratteristiche
L'olotipo maschile ha una lunghezza totale di 15,2mm: il cefalotorace è lungo 8,7mm, e largo 6,2mm.
Il paratipo femminile ha una lunghezza totale di 14,8mm: il cefalotorace è lungo 8,3mm, e largo 6,8mm.

## Distribuzione
La specie è stata reperita in Australia, nello stato di Victoria. Di seguito alcuni rinvenimenti:
1. l'olotipo maschile è stato rinvenuto nei pressi della cittadina di Nunawading, nello stato di Victoria nel giugno 1955.
2. il paratipo femminile è stato rinvenuto nei pressi della cittadina di Ringwood, nello stato di Victoria nel gennaio 1973.
3. un esemplare femminile è stato rinvenuto nei pressi della cittadina di Kilsyth, nello stato di Victoria[2].

## Tassonomia
Appartiene al funesta-group insieme a V. funesta - V. penola - V. australiensis - V. roo - V. mckayi e V. archookoora.
Al 2021 non sono note sottospecie e dal 2001 non sono stati esaminati nuovi esemplari.